# Латишев Валерій Іванович
Валерій Іванович Латишев (рос. Валерий Иванович Латышев; нар. 25 грудня 1939, Москва, РРФСР) — радянський футболіст, нападник.

## Життєпис
Вихованець ЦСК МО — ФШМ. З 1959 року в складі ЦСКА МО. У чемпіонаті СРСР дебютував 12 червня 1961 року в матчі проти «Калева» (4:0), того ж року провів 10 матчів, відзначився одним голом. У 1962-1964 роках у складі московського «Локомотива» зіграв 68 матчів, відзначився 13 голами; 6 листопада 1962 року оформив хет-трик у ворота «Білорусі» (7:2). У 1965-1968 роках грав у запорізькому «Металурзі».